# الاتحاد الآسيوي لهوكي الجليد
الاتحاد الآسيوي لهوكي الجليد (بالإنجليزية: Asian Hockey Federation)‏ ، هي اتحاد رياضي تهتم برياضة هوكي الجليد في قارة آسيا ، أسست سنة 1958م، وتقع مقرها في العاصمة الماليزية كوالالمبور.

## وصلة خارجية
- الموقع الرسمي